# Arbeitsministerium
Ein Arbeitsministerium ist ein Ministerium, zuständig für die Arbeitsmarktpolitik, die Belange der Arbeitnehmerschaft, und das Arbeitsrecht eines Staates. Amtsleiter ist der Arbeitsminister bzw. die Arbeitsministerin. 
Je nach politischer Leitlinie ist das Arbeitsministerium – sofern nicht eigenständig – meist dem Portefeuille des Sozialministeriums oder des Wirtschaftsministeriums zugeteilt.

## Deutschland
Deutschland
- Bundesministerium für Arbeit und Soziales –  Bärbel Bas
historisch: Bundesministerium für Wirtschaft und Arbeit 2002 bis 2005, dann wieder geteilt
- Für die Arbeitsminister in den Ländern, siehe Liste der amtierenden deutschen Landesarbeitsminister

## Frankreich
Frankreich
Ministère du Travail, des Relations sociales, de la Famille, de la Solidarité et de la Ville („Grenelle“) – Olivier Dussopt (seit 2022)

## Litauen
Litauen
Litauisches Sozial- und Arbeitsministerium – Monika Navickienė (seit 2020)

## Österreich
Österreich
- Bundesministerium für Arbeit und Wirtschaft – Bundesminister: Korinna Schumann (seit 2025)
historisch: eingerichtet 1987–97 Bundesministerium für Arbeit und Soziales, 1997–2000 Bundesministerium für Arbeit, Gesundheit und Soziales, 2000–2009 Bundesministerium für Wirtschaft und Arbeit, 2009–2018 Bundesministerium für Arbeit, Soziales und Konsumentenschutz, 2018–2020 Bundesministerium für Arbeit, Soziales, Gesundheit und Konsumentenschutz, 2020–2021 Bundesministerium für Arbeit, Familie und Jugend, 2021–2022 Bundesministerium für Arbeit, seit 2022 Bundesministerium für Arbeit und Wirtschaft

## Türkei
- Ministerium für Arbeit und soziale Sicherheit, Ankara, eingerichtet 1945

## Vereinigte Staaten
Vereinigte Staaten
- United States Department of Labor – Secretary of Labor: Lori Chavez-DeRemer (seit 2025)
historisch: United States Department of Commerce and Labor (1903–13)